# 2012-es Qatar Total Open
A 2012-es Qatar Total Open női tenisztornát Katar fővárosában, Dohában rendezték meg 2012. február 13. és február 19. között. A verseny Premier 5-ös kategóriájú volt, a mérkőzéseket kemény pályán játszották, 2012-ben 10. alkalommal.

## Győztesek
Egyéniben a tornagyőzelmet Viktorija Azaranka szerezte meg, miután a döntőben 6–1, 6–2-re legyőzte az ausztrál Samantha Stosurt. Azaranka pályafutása tizenkilencedik WTA-döntőjét játszotta egyéniben, ebből tizenegyszer hagyta el győztesen a pályát. A szezon során a finálé megnyerésével ekkor már a tizenhetedik mérkőzésén, illetve a harmadik tornáján maradt veretlen. Stosur számára ez volt a tizennegyedik döntő, amelyek közül eddig csak hármat tudott megnyerni.
Párosban az első kiemelt Liezel Huber–Lisa Raymond-páros szerezte meg a tornagyőzelmet. Az amerikai duó a kereken egy órán át tartó fináléban 6–3, 6–1-re győzte le a Raquel Kops-Jones–Abigail Spears-párost. Hubernek és Raymondnak ez volt a hatodik közösen megszerzett győzelme, a szezon során második tornájukat nyerték meg a párizsi verseny után. Mindkét játékos számára mérföldkő volt ez a diadal, mivel Huber az ötvenedik WTA-győzelmét aratta ebben a versenyszámban, tizenötödik teniszezőnőként az open eréban, Raymond pedig hetvenhatodszor nyert, utolérve ezzel az open era örökrangsorának hatodik helyén álló Jana Novotnát.

## Döntők

### Egyéni
Viktorija Azaranka –  Samantha Stosur 6–1, 6–2

### Páros
Liezel Huber /  Lisa Raymond –  Raquel Kops-Jones /  Abigail Spears 6–3, 6–1

## Világranglistapontok
| Eredmény           | Egyéni | Páros  |
| ------------------ | ------ | ------ |
| Győzelem           | 900    | 900    |
| Döntő              | 620    | 620    |
| Elődöntő           | 395    | 395    |
| Negyeddöntő        | 225    | 225    |
| 16 között          | 125    | 125(1) |
| 32 között          | 70(1)  | 1      |
| 56 között          | 1      | –      |
| Főtáblára jutás    | 30     | –      |
| Selejtező (döntő)  | 20     | –      |
| Selejtező (1. kör) | 1      | –      |

## Pénzdíjazás
A torna összdíjazása 2 168 400 amerikai dollár volt. Az egyéni bajnok 385 000 dollárt, a győztes páros együttesen 110 000 dollárt kapott.
| Eredmény           | Egyéni    | Páros     |
| ------------------ | --------- | --------- |
| Győzelem           | 385 000 $ | 110 000 $ |
| Döntő              | 192 000 $ | 55 000 $  |
| Elődöntő           | 96 100 $  | 27 525 $  |
| Negyeddöntő        | 44 250 $  | 13 850 $  |
| 16 között          | 22 000 $  | 7000 $    |
| 32 között          | 11 300 $  | 3500 $    |
| 56 között          | 5800 $    | –         |
| Selejtező (döntő)  | 3200 $    | –         |
| Selejtező (1. kör) | 1650 $    | –         |